# Sistan e Baluchistan
La provincia del Sīstān e Balūcistān (in persiano استان سیستان و بلوچستان) è una delle trentuno province dell'Iran. Il capoluogo è Zahedan.

## Geografia
Si trova nella zona sud-orientale dell'Iran, al confine con il Pakistan. Essa è in parte composta dall'antica provincia del Sistan, così come della porzione occidentale del Belucistan; il Belucistan orientale rientra nei confini del Pakistan (Belucistan pachistano) e dell'Afghanistan (province di Nimruz, Helmand e Kandahar).

## Storia
In epoca califfale il nome arabo del Sīstān era Sigistān.
Nel 2009 nel villaggio di Sarbāz fu commesso un attentato contro i Pasdaran, costato la morte di sette persone 
Nell'aprile 2013 la zona è stata colpita da un violento terremoto con l'epicentro nei dintorni della città di Khash.

## Geografia antropica

### Suddivisioni amministrative
La provincia è divisa in 18 shahrestān (contee):
- Shahrestān di Bampur
- Shahrestān di Chabahar
- Shahrestān di Dalgan
- Shahrestān di Fanuj
- Shahrestān di Hirmand
- Shahrestān di Iranshahr
- Shahrestān di Khash
- Shahrestān di Konarak
- Shahrestān di Mirjaveh
- Shahrestān di Nikshahr
- Shahrestān di Qasr-e Qand
- Shahrestān di Saravan
- Shahrestān di Sarbaz
- Shahrestān di Sib e Suran
- Shahrestān di Zabol
- Shahrestān di Zaboli
- Shahrestān di Zahak
- Shahrestān di Zahedan